# Минори
Минори (итал. Minori) је насеље у Италији у округу Салерно, региону Кампанија.
Према процени из 2011. у насељу је живело 2822 становника. Насеље се налази на надморској висини од 15 м.

## Становништво
| 1951. | 1961. | 1971. | 1981. | 1991. | 2001. | 2011. |
| ----- | ----- | ----- | ----- | ----- | ----- | ----- |
| 3.016 | 3.257 | 3.174 | 3.162 | 3.091 | 3.023 | 2.822 |